# 75 років Житомирській області (монета)
«75 ро́ків Жито́мирській о́бласті» — ювілейна монета номіналом 5 гривень, випущена Національним банком України, присвячена Житомирщині — краю, розташованому в центрі України на межі Лісостепу й Полісся. Основа економічного потенціалу Житомирської області — багатогалузеве сільське господарство (вирощування зернових культур, хмелю, льону), фарфорово-фаянсова промисловість. Також вона багата на такі природні ресурси, як граніт, ільменіт, кварцит, мармур тощо.
Монету введено в обіг 29 листопада 2012 року. Вона належить до серії «Області України».

## Опис монети та характеристики
| Номінал грн. | Метал                   | Маса, г | Діаметр, мм | Якість виготовлення       | Гурт                 | Тираж, штук |
| ------------ | ----------------------- | ------- | ----------- | ------------------------- | -------------------- | ----------- |
| 5            | нікелевий сплав, нордик | 9,4     | 28,0        | спеціальний анциркулейтед | секторальне рифлення | 15 000      |

### Аверс
На аверсі монети розміщено: угорі малий Державний Герб України, по колу написи: «НАЦІОНАЛЬНИЙ БАНК УКРАЇНИ» (угорі), «П'ЯТЬ ГРИВЕНЬ» (унизу), у центрі зображено стилізовану композицію — декоративну тарілку, шишечки хмелю та льону, пам'ятник Сергію Корольову та водонапірну башту, праворуч від якої рік карбування монети — «2012», логотип Монетного двору Національного банку України.

### Реверс
На реверсі монети зображено герб області та по колу розміщено написи: «ЖИТОМИРСЬКА ОБЛАСТЬ» (угорі), «ЗАСНОВАНА У 1937 РОЦІ» (унизу).

## Автори

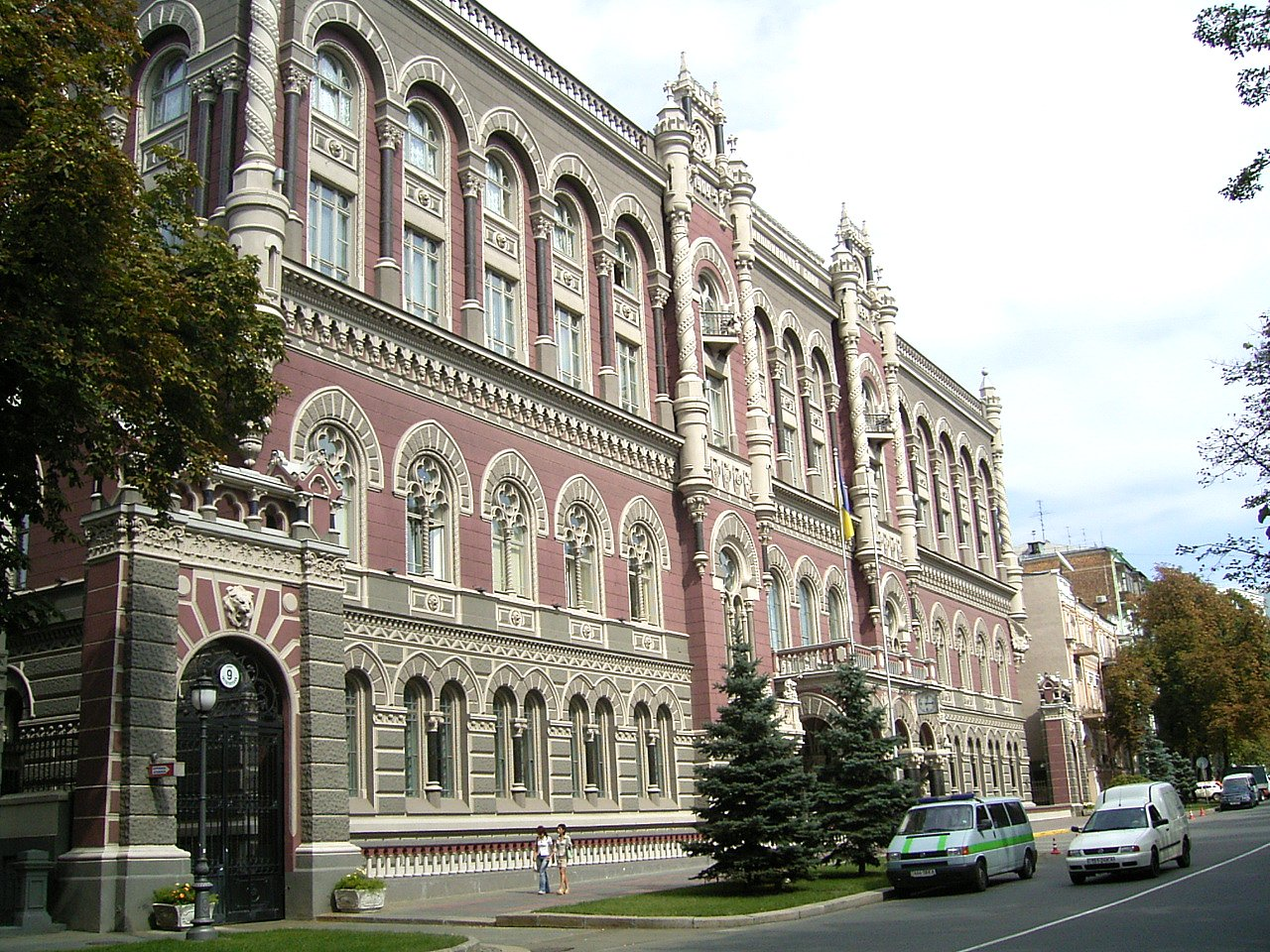
Будівля Національного банку України

- Художник — Іваненко Святослав.
- Скульптор — Іваненко Святослав.

## Вартість монети
Під час введення монети в обіг в 2012 році, Національний банк України реалізовував монету через свої філії за ціною 19 гривень.
Фактична приблизна вартість монети, з роками змінювалася так:
| Рік        | 2013 | 2014 | 2015 | 2016 | 2017  | 2018  | 2019  | 2020  | 2021  | 2022  | 2023  | 2024  | 2025  |
| ---------- | ---- | ---- | ---- | ---- | ----- | ----- | ----- | ----- | ----- | ----- | ----- | ----- | ----- |
| Ціна, грн. | 125  | 139  | 300  | 500  | 1 100 | 2 100 | 1 850 | 1 700 | 1 730 | 1 760 | 4 900 | 6 900 | 7 500 |